# Pendalia
Pendalia (gr. Πενταλιά) – wieś w Republice Cypryjskiej, w dystrykcie Pafos. W 2011 roku liczyła 63 mieszkańców.
Miejscowość znajduje się w dolinie Kseros, przez którą w sezonie zimowym przepływa rzeka Kseropotamos.
W Pendalii znajduje się zabytkowy monastyr Sindi. Powstał prawdopodobnie podczas panowania Wenecjan. Był rzadko odwiedzany przez mnichów. Nazwa Sindi wywodzi się od pobliskiego strumyka i oznacza silny, mocny, niszczący.